# نسرین میرزایی
نسرین میرزایی هنرمند و سفالگر اهل ایران است.

## زندگی
نسرین میرزایی در کردستان زاده شده‌است.

## گنجینه زنده بشری
وی به عنوان گنجینه زنده بشری در سفالگری به عنوان میراث ناملموس به ثبت ملی رسید.